# Bataille de Germantown
Guerre d'indépendance américaine
Batailles
- Bound Brook
- Short Hills
- Staten Island
- Cooch's Bridge
- Brandywine
- Clouds
- Paoli
- Germantown
- Red Bank
- Gloucester
- White Marsh
- Matson's Ford
- Valley Forge
- Quinton's Bridge
- Crooked Billet
- Barren Hill
- Monmouth

La bataille de Germantown est une bataille de la guerre d'indépendance américaine qui a eu lieu le 4 octobre 1777.

## Contexte
La guerre d'indépendance américaine opposait les insurgents, organisés en milices et l'Armée continentale dirigée par George Washington, aux Britanniques aidés par des mercenaires hessiens. À partir de 1775, les Américains remportent quelques batailles (Lexington et Concord, siège de Boston, bataille de Trenton, bataille de Princeton) mais essuient également des revers (campagne d’invasion du Canada, bataille de Long Island). Ils perdent en 1776 la ville de New York, qui sert alors de base arrière aux Britanniques et aux loyalistes. L'année suivante, les insurgés sont défaits par Charles Cornwallis à la bataille de Brandywine et perdent le contrôle de Philadelphie.
Le général George Washington attaque les 9 000 hommes de William Howe en garnison à Germantown, à 8 kilomètres au nord de Philadelphie.
Le plan de Washington est d'attaquer simultanément les Britanniques avec quatre colonnes dans différentes directions pendant la nuit, dans le but de créer un double enveloppement. Du fait de la faiblesse de la synchronisation et des maigres ressources, le plan de Washington échoue, et il est forcé de battre en retraite vers Whitemarsh, poursuivi par les Britanniques.

## La bataille
Germantown est alors un hameau d'environ trois kilomètres de long de maisons en pierres, de Mount Airy au nord à l'intersection appelée Market Square. Le général William Howe a installé une garnison juste au sud de Germantown. Le côté ouest du camp, sous le commandement du général hessois Wilhelm Knyphausan a une sentinelle de deux bataillons de chasseurs. Une brigade de Hesse et deux brigades britanniques campent le long de Market Square. À l'est sont deux brigades britanniques sous le commandement du général James Grand, aussi bien que deux escadrons de dragons et le 1er bataillon du régiment d'infanterie légère. Sur le flanc droit, il y a une unité de loyalistes de New York, les Queen's Rangers. Le total des troupes britanniques et hessoises du camp représente environ 9 000 hommes, tandis qu'environ 3 000 hommes ont été laissés en garnison à Philadelphie.
Ayant étudié le campement britannique, Washington décide de lancer une attaque surprise contre les Britanniques en dépit du fait que l'armée américaine est mal nourrie, mal entraînée et sous-équipée. Malgré les défaites et les pertes de plus d'un millier d'hommes, Washington a rapidement comblé ses pertes, ce que Howe ne peut faire. Avec 11 000 hommes, Washington pense que le moment est favorable pour lancer une attaque pour détruire l'armée britannique. Au lieu d'avancer en une vague massive contre les Britanniques, Washington divise son armée en quatre colonnes d'assaut. Chaque colonne se met en mouvement à travers Germantown par des routes différentes et encercle les Britanniques, attaquant les deux flancs et le centre en un mouvement en tenailles pour détruire le camp.
L'armée américaine quitte le camp juste après la tombée de la nuit le 3 octobre 1777. La première unité à être engagée est la milice de Pennsylvanie sous les ordres du général John Armstrong, qui s'arrête sur les bords de la crique du Wissahicon, tirant de là avec leurs canons sur le camp de Knyphausan, avant de se retirer. Pour les trois autres colonnes, l'une, sous le commandement du général John Sullivan, avance le long de Germantown Road ; une autre colonne de la milice du New Jersey, sous le commandement du général William Smallwood, monte de Skippack Road vers Old York Road pour attaquer le flanc droit britannique ; la troisième colonne, sous le commandement du général Nathanael Greene, comprenant les divisions de Greene et du général Adam Stephen et la brigade du général Alexander McDougall, avance le long de Limpkin Road pour attaquer le camp britannique.
Les éléments principaux de la colonne de Sullivan bousculent les sentinelles britanniques de l'infanterie légère à Mount Airy, juste comme le soleil se lève, vers cinq heures. La seule unité britannique dans Germantown est le 40e régiment à pied sous le commandement du colonel Thomas Musgrave. Les troupes britanniques, en infériorité numérique, se battent jusqu'à ce qu'elles soient accablées sous le nombre et contraintes de retraiter. Coupé du reste de la colonne, Musgrave et ses six compagnies, environ 120 hommes, se barricadent dans un grand hôtel particulier en pierres inoccupé, appelé la Chew House. Le propriétaire, le juge Benjamin Chew, est en prison en Virginie comme suspect de loyalisme. Les brigades américaines, sous les ordres de Sullivan, Conway et Anthony Wayne, s'écarte de Musgrave et continuent leur avancée jusque vers un kilomètre du camp britannique.
Dans le camp britannique, surpris par l'attaque américaine, Howe tente de rallier ses hommes. Il tente d'organiser la défense, mais l'attaque américaine commence à chanceler. Comme Washington suit l'arrière de l'armée, il remarque la Chew House, où Musgrave tient toujours bon ; le commandant de son artillerie, le général Henry Knox, le convainc de prendre d'assaut la maison. La brigade du général William Maxwell, qui sert de réserve, est alors appelée vers l'avant pour s'emparer de la maison, tandis que Knox installe ses canons de l'autre côté de Germantown road, hors de portée du feu des mousquets britanniques de la Chew House, pour la pilonner. Mais les épais murs de pierre de la Chew House résistent à la canonnade américaine, et les assauts de l'infanterie sont repoussés. Les rares coloniaux américains qui atteignent la Chew House sont abattus ou tués à la baïonnette, alors qu'ils tentent de forcer de passage à travers les portes et les fenêtres, barricadées. Au moins 70 soldats américains sont tués, et de nombreux autres sont blessés dans une vaine offensive. Musgrave encourage ses hommes à résister jusqu'au dernier homme, dans la Chew House, affirmant que les Américains ne feront probablement pas de prisonniers.
Pendant ce temps, la colonne de Greene sur Limpkin Road parvient à atteindre les sentinelles britanniques à Luken's Mill et les chasse. Mais, alors qu'un épais brouillard se forme, dans la matinée, les tirs de canons et de mousquets rendent la vision plus difficile, et l'offensive de la colonne sombre dans la confusion. L'une des brigades de Greene, sous le commandement du général Stephen, change de route et passe sur Meetinghouse Road, au lieu de converger vers le reste des forces de Greene sur Market Square, heurtant l'arrière de la brigade de Wayne. Les troupes de Stephen, prenant les hommes de Wayne pour les Britanniques, dans le brouillard et la fumée, tirent sur eux. Plongés dans la confusion, les hommes de Wayne se débandent et sont contraints de retraiter. La retraite de Wayne laisse le flanc gauche de Conway sans soutien. Au nord, la brigade de McDougall subit une attaque des Queen's Rangers et des Gardes de la réserve britannique, les contraignant à battre en retraite. Une ultime attaque, lancée par la 9e brigade coloniale de Virginie de la colonne de Greene, tente de sauver la journée, mais elle est bientôt encerclée par deux brigades britanniques, emmenées par le général Cornwallis, à peine arrivé de Philadelphie avec des renforts, qui contre-attaquent. Isolée, la 9e de Virginie est contrainte de se rendre. Greene, apprenant que la colonne de Sullivan retraite, le laissant seul face à une contre-attaque de l'ensemble du camp britannique, décide à son tour de se retirer.
Avec la plupart des colonnes qui retraitent, Washington ordonne à Armstrong et aux hommes de Smallwood de se retirer dans de bonnes conditions. La brigade de Maxwell, échouant à capturer la Chew House, est contrainte de reculer elle aussi. Engageant une poursuite, une partie de l'armée britannique se déplace vers le nord sur environ quatorze kilomètres et demi, mais est isolée vers de mauvaises routes. Les actions d'arrière-garde de l'infanterie de Greene, les artilleurs de Wayne, un détachement de cavalerie sous le commandement d'un volontaire polonais, le comte Casimir Pulaski, et le coucher du soleil arrêtent la poursuite britannique.

## Suites
152 Américains sont tués, 521 blessés et 400 capturés. Les pertes britanniques s'élèvent à 71 tués, 450 blessés et 14 disparus. Les Américains n'ont pas réussi à infliger de réels dommages à l'armée britannique. De manière inattendue, le moral des Américains n'est pas altéré et il reste élevé parce que leurs forces, sous les ordres de Greene et de Wayne, ont contraint les Britanniques à battre en retraite et que la victoire n'a changé de camp que quand les hommes de Wayne ont été attaqués par erreur par ceux de Stephen. Stephen est passé par la suite en cour martiale et a été destitué quand il a été découvert qu'il avait bu pendant la marche de sa colonne. Le commandement de cette division a été donné à un jeune Français prometteur, le marquis de La Fayette.
Le plan de Washington d'attaquer le camp britannique échoue en raison de sa trop grande complexité, nécessitant une grande coordination entre les quatre groupes attaquants. Par la suite, les chefs militaires les plus compétents ont dit à Washington qu'ils n'auraient jamais planifié une manœuvre compliquée à cause de ses nombreux défauts, mais le fait qu'ils aient manqué de peu de gagner, à un moment, a donné aux hommes de Washington et au reste de l'armée américaine une plus grande confiance en eux.

## Forces en présence
- unités américaines : 1er régiment du Maryland, 9e régiment de Virginie.
- unités britanniques : Queen's Rangers, brigade hessoise, deux bataillons de chasseurs, 40e régiment à pied.